# Taxidermia
Taxidermia è un film del 2006 diretto da György Pálfi.
La pellicola ungherese, a episodi, che assume i tratti della commedia nera e del body horror, è stata presentata nella sezione Un Certain Regard del 59º Festival di Cannes.

## Trama
Le vicende sono incentrate su tre generazioni della famiglia ungherese Balatony. La prima parte, ambientata durante la seconda guerra mondiale, si focalizza sulla storia del nonno Morosgoványi Vendel, un soldato semplice affetto da masturbazione compulsiva e voyeurismo. Nella seconda parte, ambientata durante guerra fredda, vengono narrate le vicende del figlio Kálmán Balatony, atleta della nazionale ungherese di abbuffata sportiva. Il film si conclude con la storia del nipote Lajoska, imbalsamatore di professione.

## Produzione
(György Pálfi a proposito della scena finale.)
Il soggetto è in parte tratto da un racconto del 1994 di Parti Nagy Lajos, A Hullamzo Balaton, adattato dal regista György Pálfi e dalla moglie Zsófia Ruttkay.
Il regista considera Taxidermia una sorta di film a sketch, che tuttavia non segue le modalità narrative di questa tipologia di film. Palfi ha spiegato il film come «tre bagliori dalle vite di tre persone. Le lacune tra le storie sono colmate dall'immaginazione degli spettatori.»
Le riprese sono avvenute a Budapest nel maggio del 2004 con un budget stimato di 500 000 000 fiorini ungheresi.

## Colonna sonora
La colonna sonora è stata curata dal musicista brasiliano Amon Tobin. È stata pubblicata nel 2008 (due anni dopo l'uscita del film) con il nome di Taxidermia EP. Nei titoli di coda del film è udibile anche il brano Erdő del gruppo ungherese Hollywoodoo proveniente dall'album del 2004 Karmolok, Harapok. Per la canzone Pálfi ha diretto il videoclip, contenente, tra le altre, anche scene del film.
1. Run Part! – 0:47
2. Blood, Sweat And More Blood – 1:07
3. Taxidermia – 3:03
4. Run – 3:50
5. Bath Scene (Here Comes The Moon Man) – 4:20
6. Rural Soldiers – 1:49
7. Introducing The Son – 1:05
8. Factory Training – 0:47
9. Taxidermia (Magpie Mix) – 4:30

Durata totale: 21:18

## Distribuzione[7][8]
- In Ungheria il 3 febbraio 2006 all'Hungarian Film Festival e il 9 novembre 2006
- In Francia il 19 maggio 2006 al Festival di Cannes, l'8 luglio 2006 a La Rochelle Film Festival e nuovamente il 23 agosto 2006 da Memento Films con il titolo Taxidermie
- In Romania il 7 giugno 2006 al Transilvania International Film Festival
- In Russia il 24 giugno 2006 al Moscow Film Festival con il titolo Таксидермия
- In Belgio il 30 agosto 2006
- In Canada l'8 settembre 2006 al Toronto International Film Festival
- In Finlandia il 15 settembre 2006 all'Helsinki International Film Festival da Cinema Mondo
- Negli Stati Uniti d'America nell'ottobre del 2006 al Chicago International Film Festival, il 15 febbraio 2008 al Portland International Film Festival e nelle sale cinematografiche in distribuzione limitata il 14 agosto 2009 da Regent Releasing[9] in versione sottotitolata e da Tartan in versione doppiata
- Nei Paesi Bassi il 12 ottobre 2006 da Contact Film
- Nel Regno Unito il 19 ottobre 2006 al London Film Festival, il 9 luglio 2007 al Cambridge Film Festival e nuovamente il 13 luglio a Londra da Palisades Tartan
- In Norvegia il 10 novembre 2006
- In Germania il 16 novembre 2006 al Cottbus Film Festival
- In Grecia il 22 novembre 2006 al Thessaloniki International Film Festival, il 17 ottobre 2007 al Panorama of European Cinema con il titolo Tarihefsi e nuovamente in distribuzione limitata il 15 novembre da Seven Films
- In Austria il 9 febbraio 2007 da Poool Filmverleih con il titolo Taxidermia - Der Ausstopfer
- In Messico il 21 febbraio 2007 al Festival Internacional de Cine Contemporáneo de la Ciudad de México da Tarantula Films
- In Argentina il 14 marzo 2007 al Mar del Plata Film Festival
- In Thailandia il 29 marzo 2007
- A Hong Kong il 6 aprile 2007 all'Hong Kong International Film Festival
- In Spagna l'8 giugno 2007 da Eurocine Films
- In Portogallo il 5 luglio 2007
- In Giappone il 25 novembre 2007 all'Osaka European Film Festival e il 29 marzo 2008 da Espace Sarou
- In Finlandia il 14 marzo 2008
- A Singapore il 24 aprile 2008 da Cathay-Keris Films
- In Italia è attualmente inedito

### Divieti
A causa delle controverse scene splatter e di sesso esplicito è stato vietato ai minori in tutti i paesi in cui è stato distribuito: minori di 16 anni in Francia, Germania e Portogallo; minori di 18 in Ungheria, Norvegia, Regno Unito, Argentina, Australia, Nuova Zelanda e Finlandia; minori di 21 anni a Singapore. Non è stato categorizzato dal visto censura statunitense.

### Edizioni home video
Il DVD è stato pubblicato da E1 Entertainment negli USA il 6 aprile 2010.

## Accoglienza

### Incassi
Negli Stati Uniti il film, distribuito da Regent Releasing, ha avuto una distribuzione limitata a due sale cinematografiche, incassando 11 408 dollari in 12 settimane.

### Critica
Philip French sul The Observer ha apprezzato la diversità del film, che si differenzia anche dal patriottico cinema ungherese degli anni settanta e ottanta, e ha commentato: «tre storie in ordine cronologico legate dall'automutilazione che avrebbero fatto passare una brutta notte persino a David Cronenberg».

## Riconoscimenti
- 2006 - Miglior regia per György Pálfi al Transilvania International Film Festival
- 2007 - Premio della giuria al Fantasporto
- 2006 - Don Quixote Award al Cottbus Film Festival of Young East European Cinema
- 2006 - Grand Prize all'Hungarian Film Week
- 2006 - Gene Moskowitz Critics Award
- 2006 - Miglior attore non protagonista per Csaba Czene all'Hungarian Film Week
- 2006 - Miglior attrice non protagonista per Adél Stanczel all'Hungarian Film Week
- 2006 - Nomination come Miglior Film al Sitges Film Festival
- 2006 - Nomination per il premio Grand Prize al Cottbus Film Festival of Young East European Cinema

## Influenza culturale
La figura di Kálmán Balatony è stata paragonata a quella del personaggio della saga di Guerre stellari Jabba the Hutt e al Signor Creosoto del film Monty Python - Il senso della vita. L'impagliatore Lajoska ricorda invece Norman Bates del film Psyco.